# Officersackord
Officersackord var under tidigmodern tid ett vanligt sätt att förvärva en officerstjänst, genom att köpa den av innehavaren. Det förekom dock inte i de preussiska eller ryska arméerna.

## Danmark-Norge
Ackord var i princip förbjudet, men kunde i nåder beviljas av kungen personligen.

## Frankrike
I den franska armén förvärvades, fram till den franska revolutionen, kompanichefer och regementschefer sina befattningar genom officiella tjänsteköp (vénalité) och använde egna medel för att underhålla sina förband inom ramen för ett system med regements- och kompaniekonomier. Övriga officerstjänster var inte föremål för ämbetsköp. I övrigt var befordran ofta beroende av ett inofficiellt och olagligt ackordssystem (concordat), som fungerade på samma sätt som det svenska. I praktiken betydde det att även för befordran utan officiella tjänsteköp krävdes likvida medel av betydande storlek.

## Storbritannien
I det brittiska infanteriet och kavalleriet förvärvades de flesta officerstjänster genom ackord. Vid artilleriet och fortifikationen ägde detta inte rum, utan befordran skedde enbart efter tjänsteålder. Det brittiska ackordssystemet avskaffades 1871.

## Sverige
Ackordssystemet var vanligast i den indelta arméns officerskår. Det avskaffades 1833.

## Österrike
I Österrike avskaffades officersackordet 1803.